# Johann Jakob Scherer
Johann Jakob Scherer (ur. 10 listopada 1825, zm. 23 grudnia 1878) – szwajcarski polityk, członek Rady Związkowej od 12 lipca 1872 do 23 grudnia 1878. Kierował następującymi departamentami:
- Departament Finansów (1872)
- Departament Kolei i Handlu (1873)
- Departament Finansów (1873)
- Departament Kolei i Handlu (1874)
- Departament Polityczny (1875)
- Departament Obrony (1876 – 1878)[1]

Był członkiem Radykalno-Demokratycznej Partii Szwajcarii.
Pełnił funkcję prezydenta Konfederacji na rok 1875.